# Hagnestahill
Hagnestahill är ett villaområde i nordöstra Eskilstuna i Sverige. Det är från den stadsdelen som musikgruppen Kent har tagit titeln till albumet Hagnesta Hill från 1999. Anledningen är att bandets första replokal var belägen där.
På Kents album Tillbaka till samtiden från 2007 beskrivs villaområdet i låten "Ingenting" som bestående av identiska hus där TV-ljusen blinkar. Det är delvis en korrekt beskrivning. De villor som Kents sångare Jocke Berg sjunger om ligger på Myntvägen och Sedelvägen. En äldre del av bostadsområdet ligger vid Mossebovägen och Hagnestahillsvägen.[källa behövs]
I de identiska villorna bodde bland andra Kent Carlsson (tidigare i topp 10 i världen i tennis), Tomas Svensson (handbollsmålvakt) och Maria Wetterstrand (senare språkrör för Miljöpartiet de Gröna) som barn.